# 费拉约港
费拉约港（Portoferraio）是意大利托斯卡纳大区利佛诺省的一个市镇，位于厄尔巴岛上。